# Михаэлис, Густав Адольф
Густав Адольф Михаэлис — немецкий учёный, врач акушер-гинеколог. Автор нескольких учебников по акушерству, создатель термина Ромб Михаэлиса, один из первых сторонников теории Игнаца Земмельвейса.

## Биография

### Семья и карьера
Густав Михаэлис родился в 1798 в Харбурге в семье потомственных учёных. Дед Иоганн Михаэлис был востоковедом, а отец Готфрид Филипп и дядя Христиан Рудольф Видеманн оба были акушерами. Отец рано умер, поэтому Густав рос под опекой дяди. Он получил начальное образование в Гёттингене, в 1820-м закончил медицинскую школу в Киле и продолжил обучение на врача в Париже. Вернувшись в Киль в 1823-м, он получил пост ассистента у Христиана Видеманна. В 1825-м Михаэлис защитил диссертацию De induratione telae cellulosae recens natorum. В 1828 году Густав женился, его супругой стала музыкант Джулия Ян. Через год у пары родилась дочь Эмма, в 1835-м — сын Адольф.
В 1836 году Михаэлис был назначен главным городским врачом Киля. В 1841-м, после смерти дяди Христиана Видеманна, он унаследовал пост главного врача в местном родильном доме. Годом позже он опубликовал свой учебник по акушерству. Тогда же, в 1842-м, он стал преподавать в основанной Видеманном медицинской школе.

### Научные достижения
Михаэлис отличался разносторонними интересами: он увлекался археологией, математикой, совершил определённые успехи в бактериологии. В 1830 году он опубликовал труд Über das Leuchten der Ostsee («О светящихся частицах Балтийского моря»), в которой первым описал микроорганизмы, которые вызывают свечение в Балтийском море.
Magnum opus Михаэлиса был опубликован только после его смерти, в 1851 году. Книга Das Enge Becken («Узкий таз») впервые раскрывала тему деформаций таза и методик оценки его формы. В ней также было введено понятие крестцового ромба, которому в дальнейшем присвоили имя учёного. По форме ромба Михаэлиса проводится оценка формы таза, что важно при родовспоможении.

### Михаэлис и Земмельвейс
21 декабря 1847 года ассистент и зять Михаэлиса Герман Шварц, находившийся на обучении в Венской Центральной больнице, прислал ему письмо с описанием открытия Игнаца Земмельвейса. Тот доказал, что родильная горячка возникает потому, что медицинский персонал на своих руках переносит инфекцию к здоровым женщинам после работы в анатомическом отделении или осмотров заболевших. С середины 1830-х в клинике Михаэлиса вспыхивали эпидемии этого заболевания, из-за которых её дважды приходилось закрывать. Наблюдения самого Михаэлиса также подсказывали ему, что «трупный яд» может быть причиной. 18 марта 1848 года Михаэлис прислал Земмельвейсу письмо, в котором подробно описал свой опыт применения его методики и её невероятный успех в борьбе с родильной горячкой.
Всего за несколько недель до того, как Михаэлис получил письмо от Земмельвейса, от родильной горячки умерла племянница Густава. Эта утрата окончательно сломила душевное здоровье врача, который винил себя в смерти сотен рожениц. В результате тяжёлой депрессии Михаэлис покончил с собой, бросившись под поезд 9 августа 1848 года.